# قلعة ووزدويزنسكايا
قلعة ووزدويزنسكايا (1742) على نهر ساكمارا هي الحصن الثاني الذي تم بناؤه كجزء من مسافة ساكمارا بواسطة ايفان نيبليييف ‏ أثناء حكمه للجنة أورينبورغ. كان يقع على نهر ساكمارا، جنوب شرق أورينبورغ، على 100 ميل (160 كـم) غرب أورسك و 30 ميل (48 كـم) الشمال من قلعة ووزدويزنسكايا. تم تصميمها للحماية من غارات قبائل قرغيزية بدوية على أسر العبيد من الحدود الروسية على بحر قزوين وتجارة الرقيق إلى خيوة .
دعم قوزاق ووزدويزنسكايا الحكومة الإمبراطورية خلال تمرد بوغاتشيف بين 1773-1775. دمرت القلعة بالكامل جراء القصف من طرف وحدات الحرس الأحمر في مايو 1918 لدعم الثورة المضادة من الكسندر دوتوف ضد السلطات السوفياتية.